# Alexander Nelson
Alexander Lloyd Nelson (Stoke-on-Trent, 21 marzo 1988) è un ex velocista britannico.
Fratello maggiore della velocista Ashleigh Nelson, ha vinto alcune medaglie in competizioni juniores. Ha debuttato internazionalmente alla prima manifestazione internazionale ai Giochi olimpici di Pechino 2008. Nel 2011 si è ritirato dalle gare agonistiche.

## Palmarès
| Anno | Manifestazione    | Sede      | Evento      | Risultato | Prestazione | Note |
| ---- | ----------------- | --------- | ----------- | --------- | ----------- | ---- |
| 2005 | Mondiali allievi  | Marrakech | 100 m piani | Argento   | 10"36       |      |
| 2005 | Europei juniores  | Kaunas    | 100 m piani | Bronzo    | 10"60       |      |
| 2006 | Mondiali juniores | Pechino   | 200 m piani | Bronzo    | 21"14       |      |
| 2006 | Mondiali juniores | Pechino   | 4×100 m     | Bronzo    | 39"24       |      |
| 2007 | Europei juniores  | Hengelo   | 200 m piani | Oro       | 20"83       |      |
| 2008 | Giochi olimpici   | Pechino   | 200 m piani | Batteria  | dns         |      |